# Mistrovství Evropy v basketbalu žen 2021
38. mistrovství Evropy v basketbalu žen se konalo ve dnech 17.–27. června 2021 ve Francii a Španělsku. Turnaje se účastnilo 16 týmů rozdělených do čtyř čtyřčlenných skupin. První družstvo postoupilo přímo do čtvrtfinále, družstva na druhém a třetím místě hrála kvalifikaci o čtvrtfinále. 

## Pořadatelská města

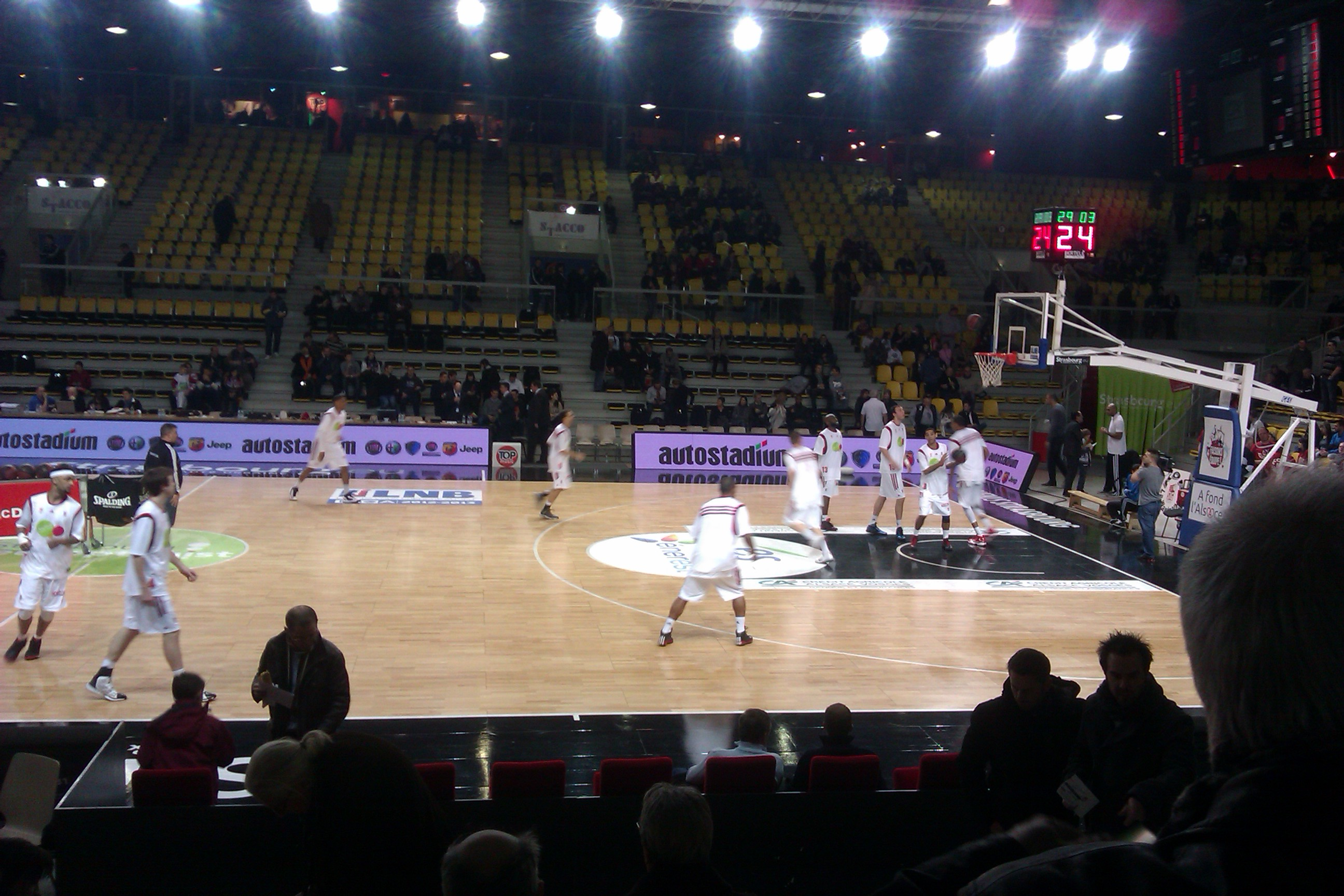
Štrasburk - Rhénus Sport
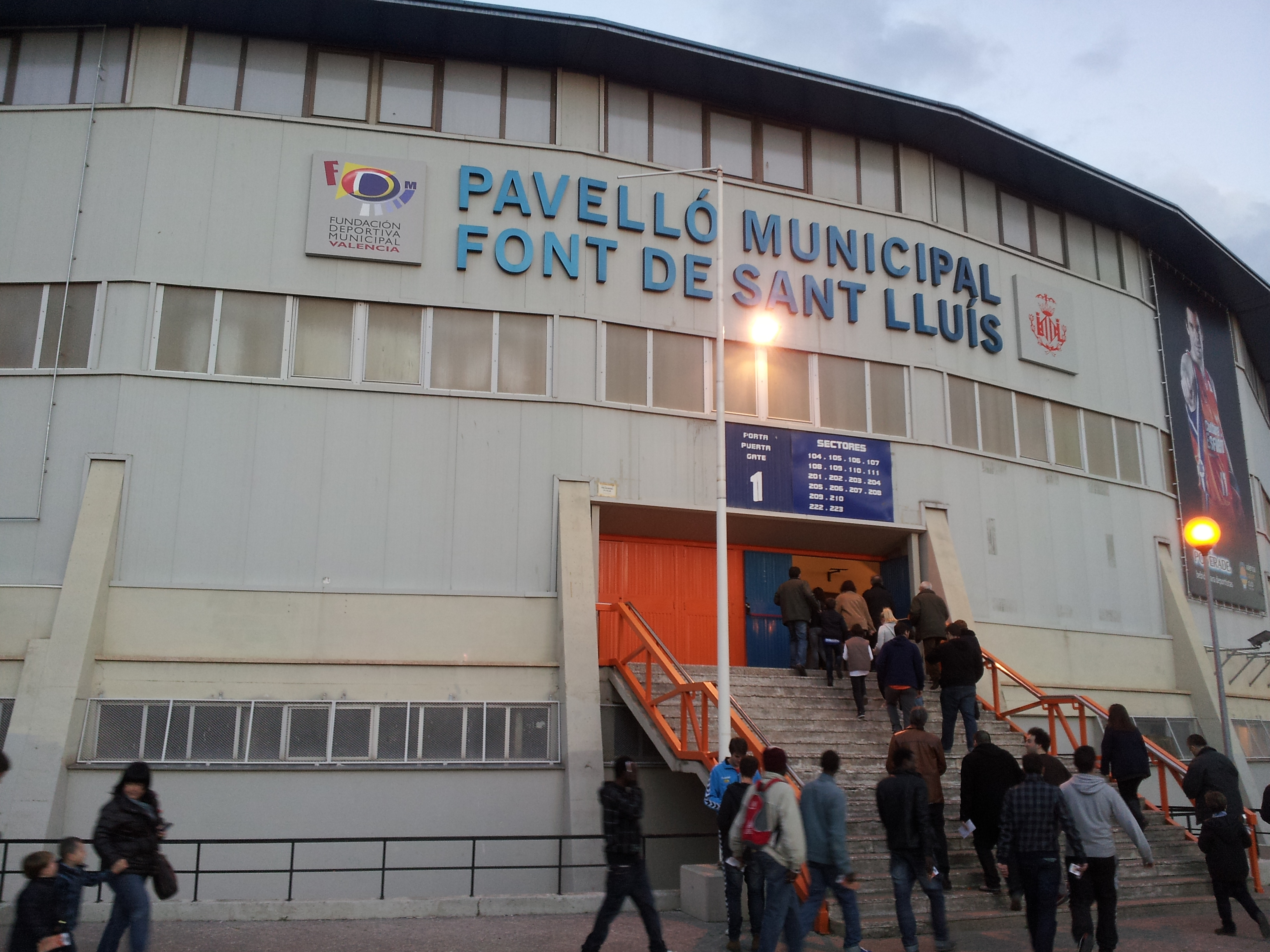
Valencie - Pavelló Municipal Font de Sant Lluís

## Základní skupiny

### Skupina A
| Poř. | Tým       | Z | V | P | VB  | OB  | +/- | B | Výsledek                  |
| ---- | --------- | - | - | - | --- | --- | --- | - | ------------------------- |
| 1.   | Bělorusko | 3 | 2 | 1 | 185 | 163 | +22 | 5 | postup do čtvrtfinále     |
| 2.   | Španělsko | 3 | 2 | 1 | 220 | 169 | +51 | 5 | kvalifikace o čtvrtfinále |
| 3.   | Švédsko   | 3 | 1 | 2 | 183 | 211 | −28 | 4 | kvalifikace o čtvrtfinále |
| 4.   | Slovensko | 3 | 1 | 2 | 176 | 221 | −45 | 4 | vyřazení                  |

### Skupina B
| Poř. | Tým        | Z | V | P | VB  | OB  | +/- | B | Výsledek                  |
| ---- | ---------- | - | - | - | --- | --- | --- | - | ------------------------- |
| 1.   | Srbsko     | 3 | 3 | 0 | 258 | 207 | +51 | 6 | postup do čtvrtfinále     |
| 2.   | Itálie     | 3 | 2 | 1 | 235 | 214 | +21 | 5 | kvalifikace o čtvrtfinále |
| 3.   | Černá Hora | 3 | 1 | 2 | 206 | 219 | −13 | 4 | kvalifikace o čtvrtfinále |
| 4.   | Řecko      | 3 | 0 | 3 | 173 | 232 | −59 | 3 | vyřazení                  |

### Skupina C
| Poř. | Tým                 | Z | V | P | VB  | OB  | +/- | B | Výsledek                  |
| ---- | ------------------- | - | - | - | --- | --- | --- | - | ------------------------- |
| 1.   | Belgie              | 3 | 2 | 1 | 210 | 188 | +22 | 5 | postup do čtvrtfinále     |
| 2.   | Bosna a Hercegovina | 3 | 2 | 1 | 215 | 200 | +15 | 5 | kvalifikace o čtvrtfinále |
| 3.   | Slovinsko           | 3 | 2 | 1 | 220 | 220 | 0   | 5 | kvalifikace o čtvrtfinále |
| 4.   | Turecko             | 3 | 0 | 3 | 162 | 199 | −37 | 3 | vyřazení                  |

### Skupina D
| Poř. | Tým        | Z | V | P | VB  | OB  | +/- | B | Výsledek                  |
| ---- | ---------- | - | - | - | --- | --- | --- | - | ------------------------- |
| 1.   | Francie    | 3 | 3 | 0 | 261 | 173 | +88 | 6 | postup do čtvrtfinále     |
| 2.   | Rusko      | 3 | 2 | 1 | 205 | 216 | −11 | 5 | kvalifikace o čtvrtfinále |
| 3.   | Chorvatsko | 3 | 1 | 2 | 209 | 234 | −25 | 4 | kvalifikace o čtvrtfinále |
| 4.   | Česko      | 3 | 0 | 3 | 176 | 228 | −52 | 3 | vyřazení                  |

## Vyřazovací fáze

### Kvalifikace o čtvrtfinále
| 21. června 2021 | Report | Itálie                                        | 46 – 64 | Švédsko |  | Pavelló Municipal Font de Sant Lluís Valencie |
| 21. června 2021 | Report | Skóre po čtvrtinách: 11–19, 9–11, 17–15, 9–19 |         |         |  | Pavelló Municipal Font de Sant Lluís Valencie |

| 21. června 2021 | Report | Bosna a Hercegovina                              | 80 – 69 | Chorvatsko |  | Rhénus Sport Štrasburk |
| 21. června 2021 | Report | Skóre po čtvrtinách: 19–18,, 14–18, 19–14, 28–19 |         |            |  | Rhénus Sport Štrasburk |

| 21. června 2021 | Report | Španělsko                                      | 78 – 51 | Černá Hora |  | Pavelló Municipal Font de Sant Lluís Valencie |
| 21. června 2021 | Report | Skóre po čtvrtinách: 26–18, 19–9, 21–14, 12–10 |         |            |  | Pavelló Municipal Font de Sant Lluís Valencie |

| 21. června 2021 | Report | Rusko                                           | 93 – 75 | Slovinsko |  | Rhénus Sport Štrasburk |
| 21. června 2021 | Report | Skóre po čtvrtinách: 28–13, 21–16, 25–25, 19–21 |         |           |  | Rhénus Sport Štrasburk |

### Čtvrtfinále
| 23. června 2021 | Report | Bělorusko                                      | 58 – 46 | Švédsko |  | Pavelló Municipal Font de Sant Lluís Valencie |
| 23. června 2021 | Report | Skóre po čtvrtinách: 15–10, 11–4, 19–17, 13–15 |         |         |  | Pavelló Municipal Font de Sant Lluís Valencie |

| 23. června 2021 | Report | Francie                                         | 80 – 67 | Bosna a Hercegovina |  | Rhénus Sport Štrasburk |
| 23. června 2021 | Report | Skóre po čtvrtinách: 18–16, 21–15, 24–16, 17–20 |         |                     |  | Rhénus Sport Štrasburk |

| 23. června 2021 | Report | Srbsko                                                   | 71 – 64 | Španělsko |  | Pavelló Municipal Font de Sant Lluís Valencie |
| 23. června 2021 | Report | Skóre po čtvrtinách: 13–15, 10–12, 20–16, 19–19 (OT) 9–2 |         |           |  | Pavelló Municipal Font de Sant Lluís Valencie |

| 23. června 2021 | Report | Belgie                                          | 85 – 83 | Rusko |  | Rhénus Sport Štrasburk |
| 23. června 2021 | Report | Skóre po čtvrtinách: 21–20, 22–17, 20–21, 22–25 |         |       |  | Rhénus Sport Štrasburk |

### Klasifikační utkání
| 26. června 2021 | Report | Švédsko                                         | 63 – 82 | Bosna a Hercegovina |  | Pavelló Municipal Font de Sant Lluís Valencie |
| 26. června 2021 | Report | Skóre po čtvrtinách: 10–25, 21–30, 19–11, 13–16 |         |                     |  | Pavelló Municipal Font de Sant Lluís Valencie |

| 26. června 2021 | Report | Španělsko                                       | 74 – 78 | Rusko |  | Pavelló Municipal Font de Sant Lluís Valencie |
| 26. června 2021 | Report | Skóre po čtvrtinách: 17–12, 16–18, 14–19, 27–29 |         |       |  | Pavelló Municipal Font de Sant Lluís Valencie |

### Semifinále
| 26. června 2021 | Report | Bělorusko                                       | 61 – 73 | Francie |  | Pavelló Municipal Font de Sant Lluís Valencie |
| 26. června 2021 | Report | Skóre po čtvrtinách: 18–20, 12–18, 17–19, 14–16 |         |         |  | Pavelló Municipal Font de Sant Lluís Valencie |

| 26. června 2021 | Report | Srbsko                                         | 74 – 73 | Belgie |  | Pavelló Municipal Font de Sant Lluís Valencie |
| 26. června 2021 | Report | Skóre po čtvrtinách: 23–17, 9–19, 22–19, 20–18 |         |        |  | Pavelló Municipal Font de Sant Lluís Valencie |

### O 3. místo
| 27. června 2021 | Report | Bělorusko                                       | 69 – 77 | Belgie |  | Pavelló Municipal Font de Sant Lluís Valencie |
| 27. června 2021 | Report | Skóre po čtvrtinách: 13–23, 17–17, 19–21, 20–16 |         |        |  | Pavelló Municipal Font de Sant Lluís Valencie |

### Finále
| 27. června 2021 | Report | Francie                                         | 54 – 63 | Srbsko |  | Pavelló Municipal Font de Sant Lluís Valencie |
| 27. června 2021 | Report | Skóre po čtvrtinách: 11–14, 15–17, 14–17, 14–15 |         |        |  | Pavelló Municipal Font de Sant Lluís Valencie |

## Konečné pořadí
| Poř.             | Tým                 |
| ---------------- | ------------------- |
| Zlatá medaile    | Srbsko              |
| Stříbrná medaile | Francie             |
| Bronzová medaile | Belgie              |
| 4.               | Bělorusko           |
| 5.               | Bosna a Hercegovina |
| 6.               | Rusko               |
| 7.               | Španělsko           |
| 8.               | Švédsko             |
| 9.               | Itálie              |
| 10.              | Slovinsko           |
| 11.              | Chorvatsko          |
| 12.              | Černá Hora          |
| 13.              | Slovensko           |
| 14.              | Turecko             |
| 15.              | Česko               |
| 16.              | Řecko               |